# Nad Zachodem

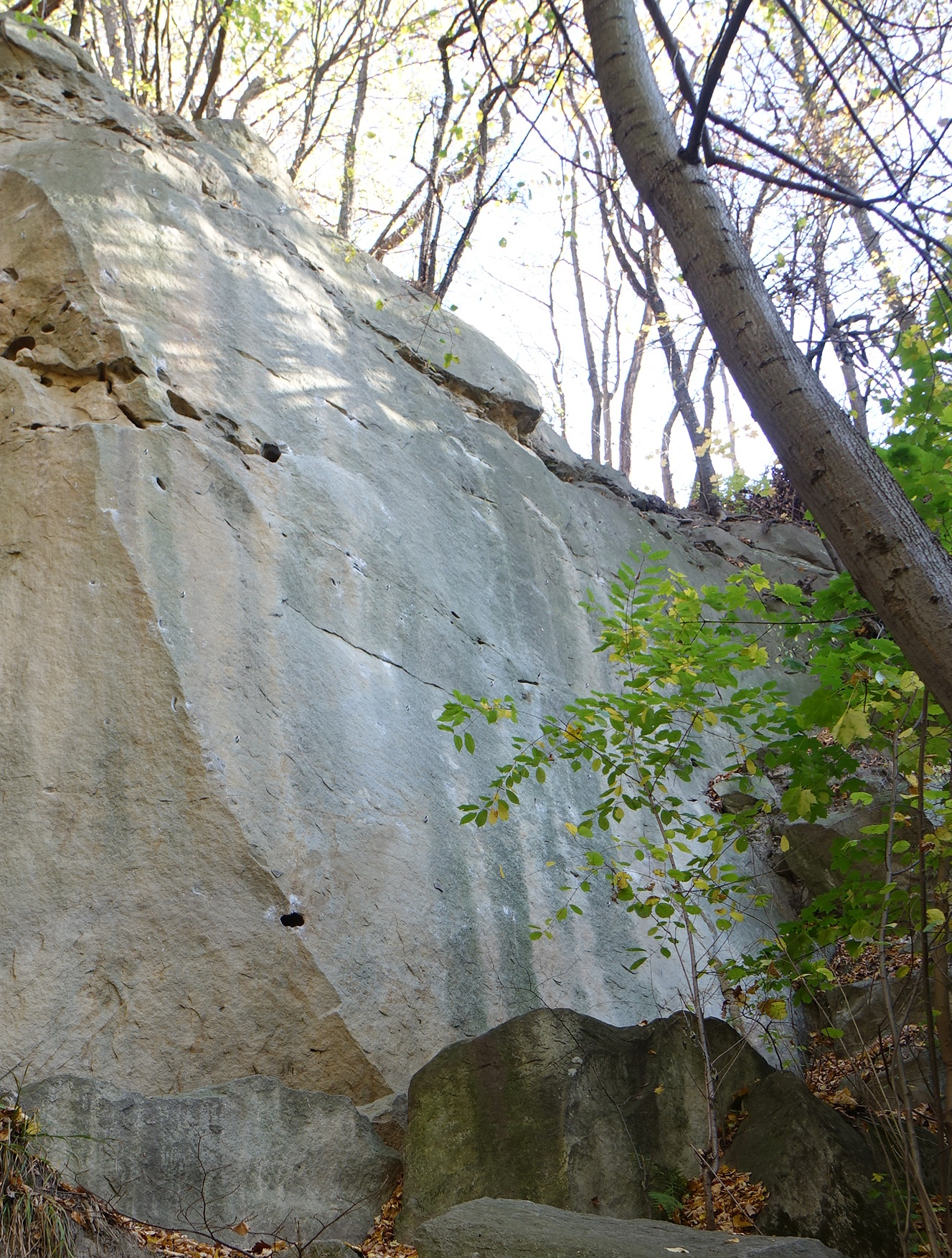

Nad Zachodem – skała we wsi Rożnów w województwie małopolskim, w powiecie nowosądeckim, w gminie Gródek nad Dunajcem. Znajduje się nad wschodnim brzegiem Jeziora Rożnowskiego, pod względem geograficznym na Pogórzu Rożnowskim będącym częścią Pogórza Środkowobeskidzkiego. Do skały dochodzi się wąską drogą, początkowo szutrową, potem wykonaną z płyt betonowych, odbiegającą od drogi z Rożnowa do Gródka nad Dunajcem. Droga ta zaczyna się w odległości około 700 m od cmentarza w Rożnowie w kierunku Gródka nad Dunajcem.
Nad Zachodem jest jedną ze Skał Rożnowskich. Znajduje się w lesie, poniżej skały Mur. Jest pozostałością dawnego kamieniołomu. Ma postać pionowej ściany o szerokości 14 m. Są w niej zacięcia i rysy. Zbudowana jest z piaskowca istebniańskiego. Są to gruboławicowe i gruboziarniste piaskowce przedzielone cienkimi warstwami piaszczystych mułowców zmieszanych ze zwęglonymi resztkami roślinnymi.

## Drogi wspinaczkowe
Skała jest obiektem wspinaczki skalnej, ale znajduje się na terenie prywatnym i wspinaczka dozwolona jest przy zachowaniu zasad ustalonych z właścicielem terenu. Jest na niej 6 dróg wspinaczkowych o trudności od VI do VI.4 w skali polskiej. 5 z nich ma zamontowane stałe punkty asekuracyjne: ringi (r) i stanowisko zjazdowe (st), na jednej wspinaczka na wędkę (w).

1. Francuz; VI.3+, 5r + st
2. Hydraulik; VI.2+, 5r + st
3. Szczyzor; VI.4,6r + st
4. Szczyzoryk; VI.2+, 5r + st
5. Lewa wszawa ryska; VI.1, 4r + st
6. Prawa wszawa ryska; VI, w[1].